# Sotenäset
Sotenäset är en halvö i norra Bohuslän som bildas där fjordarna Bottnafjorden i norr och Åbyfjorden i söder tränger in i landskapet. Sotenäs kommun ligger på Sotenäset.